# چاگلا کورکماز
چاگلا کورکماز (انگلیسی: Çağla Korkmaz؛ زادهٔ ۱۴ نوامبر ۱۹۹۰) بازیکن فوتبال اهل ترکیه است.
از باشگاه‌هایی که در آن بازی کرده‌است می‌توان به باشگاه فوتبال اینگولشتات ۰۴ اشاره کرد.
وی همچنین در تیم ملی فوتبال زنان ترکیه بازی کرده‌است.